# 肃北站
肃北站，位于中华人民共和国甘肃省酒泉市肃北蒙古族自治县，是敦格铁路上的火车站，建于2016年，目前只办理货运业务，预留客运业务发展空间，由中国铁路兰州局集团管辖。

## 歷史
- 建于2016年。

## 外部連結
- 中国铁路客户服务中心（页面存档备份，存于）